# Alex Cherop
Alex Cherop (ur. 15 stycznia 1991 w Bukwo) – ugandyjski lekkoatleta, który specjalizuje się w biegach średnich i długich.
Wielokrotny mistrz Ugandy na różnych dystansach. W 2007 roku zajął 9. miejsce w biegu na 3000 m podczas mistrzostw świata juniorów młodszych. Brązowy medalista przełajowych mistrzostw świata w rywalizacji drużyn juniorów (2010).

## Osiągnięcia
| Rok  | Impreza                                   | Miejsce   | Konkurencja    | Lokata      | Wynik   |
| ---- | ----------------------------------------- | --------- | -------------- | ----------- | ------- |
| 2007 | Mistrzostwa świata juniorów młodszych     | Ostrawa   | bieg na 3000 m | 9. miejsce  | 8:30,57 |
| 2008 | Igrzyska Wspólnoty Narodów Juniorów       | Pune      | bieg na 1500 m | 2. miejsce  | 3:48,41 |
| 2010 | Mistrzostwa świata w biegach przełajowych | Bydgoszcz | bieg juniorów  | 20. miejsce | 23:16   |
| 2010 | Letnie Igrzyska Olimpijskie Młodzieży     | Singapur  | bieg na 2000 m | 3. miejsce  |         |

## Rekordy życiowe
| Konkurencja    | Rezultat | Data            | Miejsce  |
| -------------- | -------- | --------------- | -------- |
| Bieg na 800 m  | 1:47,7   | 25 lipca 2009   | Kampala  |
| Bieg na 1500 m | 3:40,46  | 5 czerwca 2010  | Oordegem |
| Bieg na milę   | 3:58,45  | 17 czerwca 2009 | Ostrawa  |
| Bieg na 3000 m | 8:17,41  | 6 maja 2007     | Arusza   |